# Komisura
Komisura (łac. commissura) – termin stosowany głównie w anatomii dla określenia – w ogólnym znaczeniu – połączenia pomiędzy dwoma ciałami, strukturami, narządami lub włóknami nerwowymi. 
W wąskim znaczeniu jest to spoidło poprzeczne – włókno nerwowe łączące parzyste elementy systemu nerwowego, zwykle zwoje podłużnych pni nerwowych. Występuje u bezkręgowców, zwłaszcza dobrze widoczna jest u pierścienic i innych zwierząt o drabinkowym układzie nerwowym (np. stawonogów i płazińców).